# Неро д'Авола

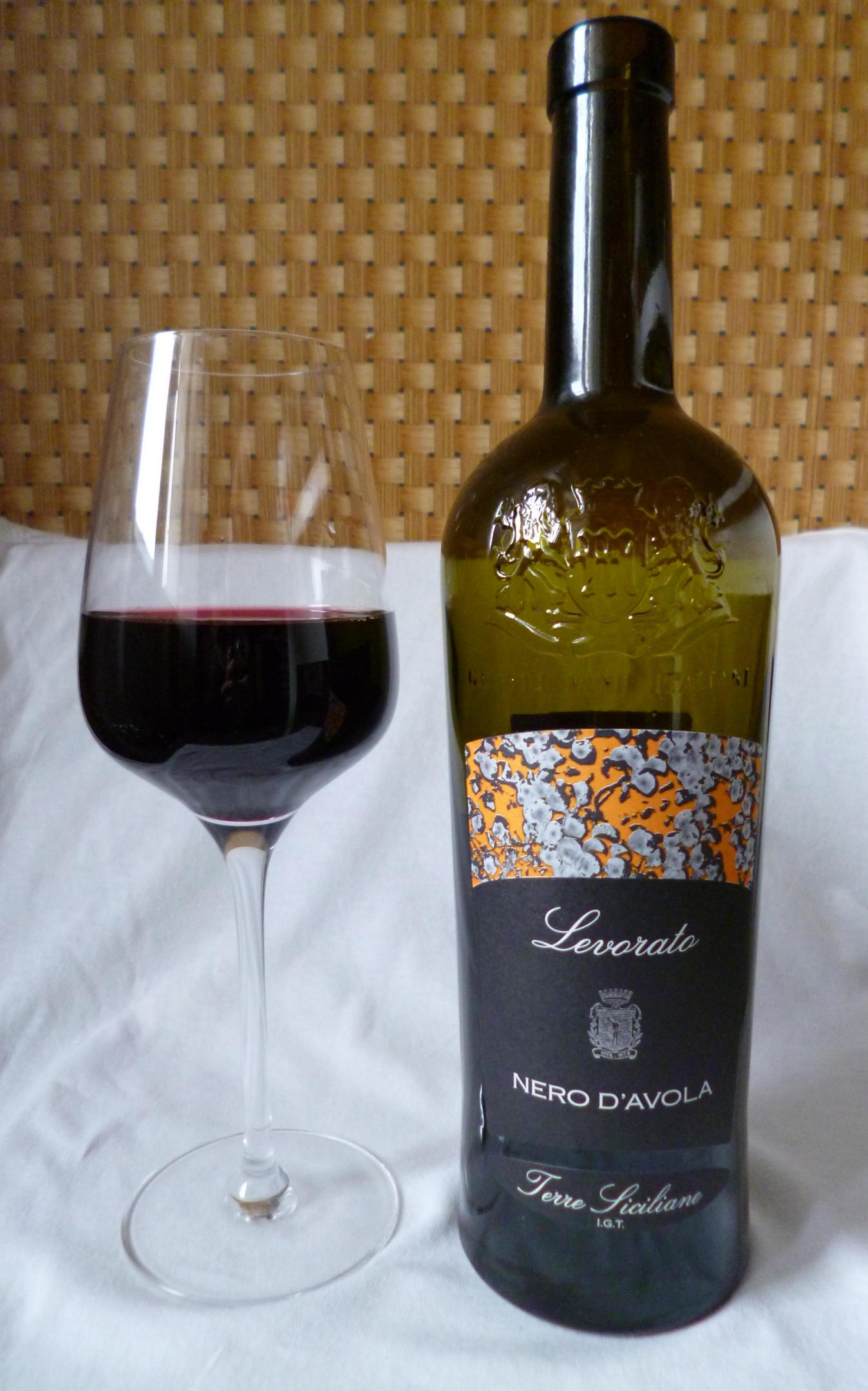
Вино з винограду Неро д'Авола

Неро д'Авола (італ. Nero d'Avola) або калабрезе (італ. Calabrese) — італійський технічний сорт червоного винограду, є візитівкою виноробства Сицилії, і є одним з найважливіших корінних сортів Італії. Названий на честь муніципалітету Авола на крайньому півдні Сицилії. Його вина порівнюються з Ширазами Нового Світу, із солодкими танінами та сливовими або перцевими смаками.

## Географія
Вирощують в Італії в основному на Сицилії, також сорт популярний у Калабрії, де він має назву «калабрезе». У першій половині минулого століття почали культивувати цей сорт на півдні США (у штаті Каліфорнія) та в Австралії. «італ. Nero d'Avola» в перекладі з італійського означає «чорний з Авола».

## Характеристики сорту
Врожайність цього сорту винограду залежить від умов, але, як правило, невисока. Віддає перевагу сухому та спекотному клімату. Не вимогливий до родючості ґрунтів.

### Ботанічний опис
Суцвіття конічне, велике (близько 16 см).
Квітка куляста, середнього розміру, гермафродитна.
Лист великий, кулястий, цілий. Нижня сторона світло-зеленого кольору, вкрита опушенням. Осіннє забарвлення листя жовто-іржаве.
Гроно промислової зрілості середнє, конічне, «крилате». Ягоди легко відділяються від гребенів.
Ягода середня, еліпсоїдна або яйцеподібна, з правильним перерізом (кругла). Шкірка синювата вкрита шаром кутину, середньої товщини. М'якоть соковита, аромат простий, сік безбарвний.
Виноградне насіння — середнє число у ягоді — 1, рідко 2.

## Характеристики вина
З Неро д'Авола виробляють червоні сухі вина, як моносортові, так і купажовані. Вино має насичений колір, типові аромати — черешня, слива, спеції. Вино має повне тіло, відносно невелику кислотність та м'які таніни. Неро д'Авола гарно поєднується зі стравами з м'яса, пастою, тушкованими овочами.